# أتابولوغوس
أتابولوغوس (بالإنجليزية: Attapulgus, Georgia)‏ هي مدينة تقع في مقاطعة ديكاتور بولاية جورجيا في الولايات المتحدة. تبلغ مساحة هذه المدينة 2.1 (كم²)، وترتفع عن سطح البحر 97 م، بلغ عدد سكانها 449 نسمة في عام 2010 حسب إحصاء مكتب تعداد الولايات المتحدة.

## وصلات خارجية
- Cities & Counties - Georgia.gov